# Атаказо
Атаказо — вулкан, що входить до вулканічного комплексу Атаказо-Нінауїлка (ісп. Atacazo-Ninahuilca). Розташовується в провінції  Пічинча, Еквадор.
Атаказо — стратовулкан, висотою 4463 м. Знаходиться за 25 км на північний захід від Кіто. Складається з комплексу андезитових вулканів, що виникли в епохи пізнього плейстоцену — голоцену. Вулкан оточують вулканічні куполи, складені дацитами, в основі 6-кілометрової  кальдери, яка виникла в плейстоцені. Виверження мали  плініанський характер. Останнє потужне плініанське виверження сталося понад 2000 років тому. Потоки лави пройшли 35-кілометровий шлях у західному напрямку. Схили вулкана покриті лісовим масивом.
Деякі міста побудовані на ґрунтах застиглих лав, які були результатом виверження Атаказо. Населення, яке живе біля Атаказо, перебуває в зоні ризику. На даний момент вулкан не проявляє будь-якої активності.